# Панамская железная дорога

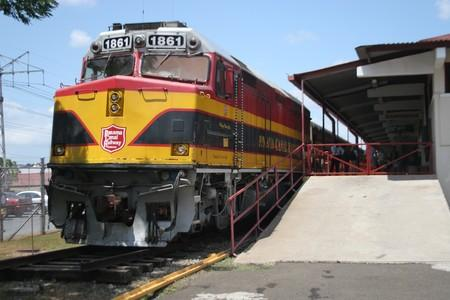
локомотив на станции Колон Панамской железной дороги (июнь 2008 года)

Панамская железная дорога (исп. Ferrocarril de Panamá) — железнодорожная линия, соединяющая тихоокеанское побережье республики Панама с атлантическим. Протяжённость дороги 76 км.

## История
Впервые идею о строительстве железной дороги на месте пересечения старых испанских дорог предложил Симон Боливар, но реальное финансирование проекта начали капиталистические круги США. Дорога была построена в 1850—1855 годах. В болотистой местности от болезней, переносимых москитами, погибло немало наёмных рабочих. Эта железная дорога имела колею 1524 мм, массово использовавшуюся до Гражданской войны в Южных штатах США. По окончании строительства произошла интервенция США на территорию республики Колумбия, которой до 1902 года принадлежал Панамский перешеек.
В 1904 году правительство США купило у французской компании "Compagnie Universelle du Canal Interocéanique" железную дорогу через Панамский перешеек. В 1904 - 1914 гг. параллельно железной дороге был проложен Панамский канал (официально введённый в эксплуатацию в 1920 году). Позднее они во многом функционально дублировали друг друга.
В 1956 году общая протяжённость железных дорог на территории Республики Панама составляла около 550 км (большая часть железнодорожных линий принадлежала американской компании "Юнайтед фрут" и связывала плантации с морскими портами на побережье).
На рубеже 1960х - 1970х гг. общая протяжённость железных дорог на территории Республики Панама составляла 474 км (однако большинство из них составляли отдельные железнодорожные линии, построенные для подвоза сельскохозяйственной продукции и других товаров к морским портам).
В 2001—2002 годах была реконструирована для повышения её конкурентоспособности. При этом дорога была перешита на колею 1435 мм.

## Состояние дороги
Маршрут пролегает между столицей страны городом Панама и городом Колон. 
Железной дорогой владеют компании «Канзас-Сити Санзерн холдинг» (США) и ООО Панама-Холдинг.